# Cerami
Cerami is een gemeente in de Italiaanse provincie Enna (regio Sicilië) en telt 2353 inwoners (31-12-2004). De oppervlakte bedraagt 94,7 km², de bevolkingsdichtheid is 25 inwoners per km².
In het jaar 1063 vond de Slag bij Cerami plaats: Rogier I van Sicilië versloeg de Arabische troepen van het emiraat Sicilië.

## Demografie
Cerami telt ongeveer 1011 huishoudens. Het aantal inwoners daalde in de periode 1991-2001 met 20,6% volgens cijfers uit de tienjaarlijkse volkstellingen van ISTAT.
| Jaar | Inwoneraantal |
| ---- | ------------- |
| 1991 | 3100          |
| 2001 | 2462          |

## Geografie
De gemeente ligt op ongeveer 970 m boven zeeniveau.
Cerami grenst aan de volgende gemeenten: Capizzi (ME), Cesarò (ME), Gagliano Castelferrato, Mistretta (ME), Nicosia en Troina.

## Galerij

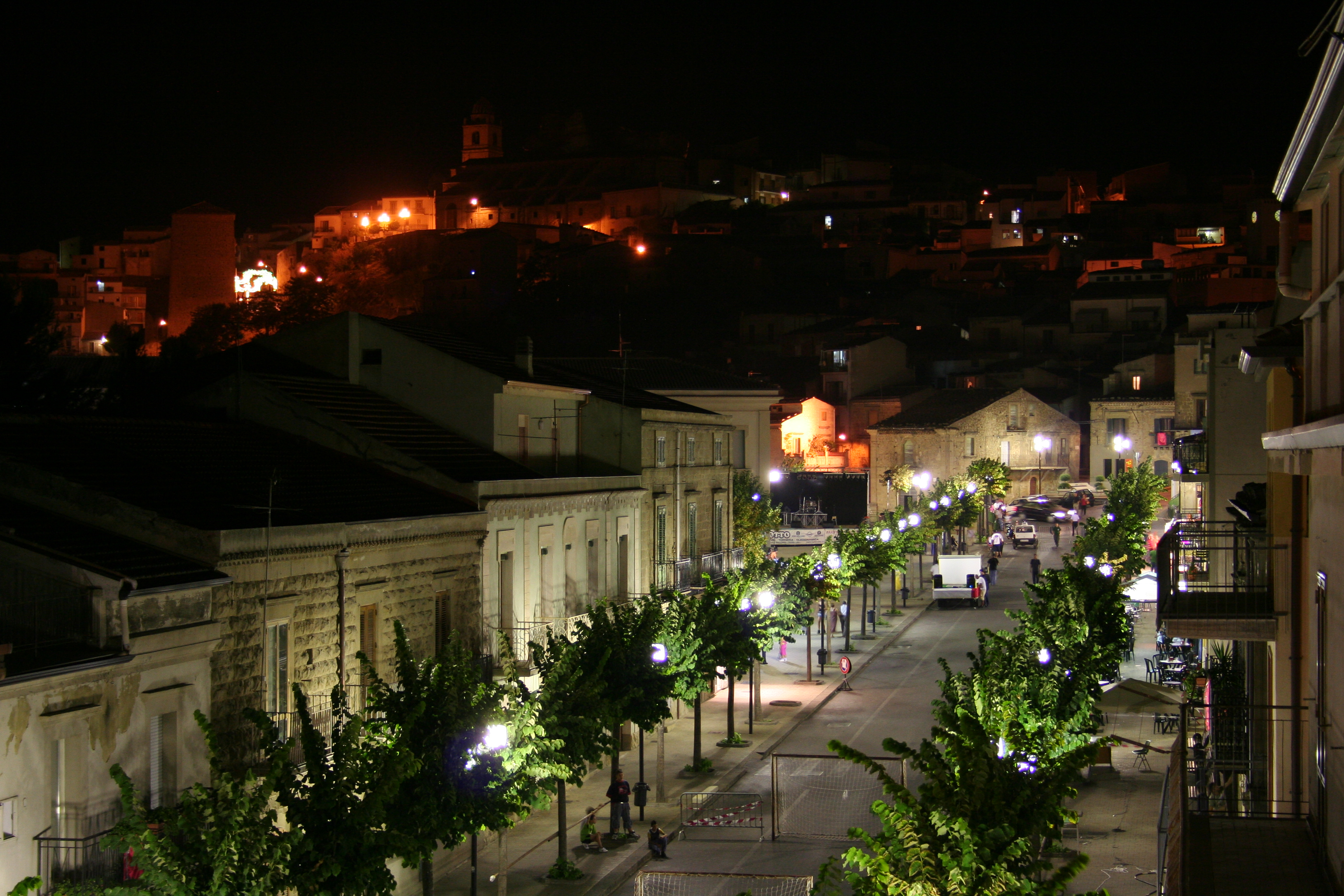